# Пушка (газета)
Пушка — еженедельная иллюстрированная газета, юмористическое приложение к изданию «Бегемот». С № 33 преобразована в еженедельный сатирический журнал. Выходила в Ленинграде в 1926—1929 годах.

## История
Издание тесно связано с журналом «Бегемот»: выпускаться стало в апреле 1926 года с подзаголовком «Еженедельная юмористическая газета „Бегемота“» на четырёх полосах с одноцветными иллюстрациями, тиражом 115.000 экз. Затем, в конце того же года, с № 33 газету реорганизовали в журнал, который стал печататься на восьми страницах с одноцветными иллюстрациями тиражом от 75 до 100 тыс. экз. В августе 1928 редакция «Красной газеты» приняла решение объединить «Бегемот» с его приложением — юмористической газетой; при этом данное издание выходило до марта 1929 года.
Газета, и впоследствии журнал, выпускались сотрудниками «Бегемота» в той же манере и с аналогичными художественными приёмами, но имея собственную пародийную специфику. Содержание газеты составляли следующие рубрики, шапки и отделы:
- «Наши достижения»,
- «Телеграммы»,
- «Маленький фельетон»,
- «Наши встречи»,
- «О чем говорят на улице», «Хроника», «Смесь»,
- «Из Москвы», «По Союзу», «За рубежом»,
- «Кино», «Театр», «Спорт»,
- и другие.

Авторы писали юмористические и сатирические произведения «на злобу дня», художники публиковали карикатуры.
Среди авторов литературного отдела были М. Андреев, революционер, дипломат и писатель А. Аросев (псевдоним П. Кочевой), В. Воинов, Р. Волженин (наст. фам. В. Некрасов), известные ещё с дореволюционных времён поэт и переводчик Я. Годин (псевдоним «Дядя Яша») и поэт, прозаик, переводчик и драматург В. Мазуркевич, поэт-сатирик В. Князев, М. Коварский, И. Ломакин, поэт «Серебряного века» Д. Цензор, К. Шелонский и другие. Иллюстрации (карикатуры и рисунки) выполняли художники из «Бегемота» А. Радаков, Н. Радлов, А. Успенский, А. Юнгер и др.
Став журналом, издание поменяло свой формат: как содержание, так и внешний облик. Были придуманы новые сатирические рубрики и отделы:
- «Из пушки по воробьям»,
- «Уголок Дяди Яши (раёк)»,
- «Что стряслось за день», «За день и за ночь», «Опилки»,
- «Театр и искусство»,
- «Международные песенки», «В западных странах»,
- и др.

На страницах журнала появился и персонаж художника Бориса Антоновского Евлампий Надькин, уже знакомый читателям по другим изданиям. Отчёты о его приключениях публиковались практически в каждом номере. Довольно долгое время как тексты, так и иллюстрации помещались без подписей.
К сотрудничеству привлекались рабочие корреспонденты — рабкоры, поскольку редакция хотела сделать издание массовым рабочим журналом юмора и сатиры. Материалы рабкоров — письма и заметки — размещали в отделах «Страничка читательской самодеятельности», «Мультипликатор „Пушки“» и некоторых других. Постепенно уровень сатиры снижался, когда редакция от рабкоровских заметок и фельетонов, основанных на злободневных фактах, перешла к юмористическим стихам, рассказам и анекдотам. Тематика сатиры мельчала, выбирая объектом насмешек плохого управдома, машинисток и подобных «персонажей», уступая место конкретности и злободневности. Редакция ориентировалась на мещанские слои населения и отсталых рабочих, стремясь приспособиться к их запросам и интересам. В 1927 году последовала суровая критика ряда сатирических журналов, что заставило редакцию расширить связь с рабочими и рабкорами, открыть старые и новые отделы, специальные тематические странички, имеющих своего адресата — «курортника», «дачника», «купальщика», «радиолюбителя», «охотника», «домохозяйку» и т. п.
В журнале, помимо уже указанных сотрудников, принимали участие литераторы М. Бабицкий, Н. Богданов (Н. Кимай), М. Гейзель, М. Зощенко, Л. Меньшиков, В. Моголь, А. Нератов, И. Прутков (Б. Жиркович), М. Тименс, С. Тимошенко, В. Тоболяков, С. Уманский, А. Флит, В. Черний (Н. Бренев) и др. и художники Б. Антоновский, Л. Бродаты, В. Краев, А. Любимов, Б. Малаховский, К. Рудаков, Б. Шемиот и др.
Издание перестало выходить и закрылось на номере 7 в феврале 1929 года, и вместо него стали выпускать журнал «Ревизор».